# Den første (bog)
 For alternative betydninger, se Den første. (Se også artikler, som begynder med Den første)
Den første (engelsk: The Passage) er den første roman i en trilogi skrevet af den amerikanske forfatter Justin Cronin. Den udkom i 2010 fra forlaget Doubleday Canada, og blev udgivet i Danmark i september 2010.